# Eripnopelta ithyvena
Eripnopelta ithyvena – gatunek błonkówki z rodziny męczelkowatych, jedyny przedstawiciel rodzaju Eripnopelta.

## Zasięg występowania
Występuje w Chinach.